# С талас
Врста еластичног таласа, секундарни талас, један је од два главна типа еластичних таласа, названих тако јер се крећу кроз тело објекта, за разлику од површинских таласа.
С-талас се креће као трансферзални (попречни) талас па је кретање нормално на правац простирања таласа: С-таласи су попут таласа на конопцу, за разлику П-таласа. Талас се креће кроз еластичну средину и главна повратна сила смицања долази од ефеката смицања. Ови таласи се не разилазе, они поштују једначину континуитета за несавитљива тела:
{\displaystyle \nabla \cdot \mathbf {u} =0}
Своје име, С као секундарни, потиче од чињенице да је то други директан долазак на сеизмографу, након примарног таласа или П-таласа, због тога сто С-талас путује спорије кроз стене. За разлику од П-таласа, С-талас не може да путује кроз истопљено спољашње језгро Земље и то изазива затамљену зону за С-талас, супротну од онога одакле потичу. Они и даље могу да се појављују у чврстом унутрашњем језгру: када П-талас удари у границу истопљеног и чврстог језгра, названу Леманов дисконтинуитет, С-талас ће онда пропагирати у чврстој средини (подлози). И када С-талас удари границу поново, он ће се претворити у П-талас. Ово својство омогућава сеизмолозима да одреде природу унутрашњег језгра.
Као код попречних таласа, особине С-таласа су поларизација и индекс преламања, попут других трансферзалних таласа. С-таласи поларизовани у хоризонталној равни су одређени као СХ-таласи. Ако су поларизовани у вертикалној равни, онда се зову СВ-таласи. Када С или П-талас удари границу под било којим углом сем 90 степени то је феномен познат као режим конверзије. Као што је описано горе, ако је граница између чврстог и течног, С постаје П и обрнуто. Међутим, чак и ако је граница између два чврста стања (медија), долази до конверзије. Ако П-талас удари у границу, четири начина ширења могу да се десе: рефлектован и трансмитован П талас и рефлектован и трансмитован СВ. Слично томе, ако СВ удари у границу, иста четири начина се јављају у различитим пропорцијама. Тачне амплитуде свих ових таласа су описане Зоприцовом једначином, које су решење за таласне једначине.